# 萨利姆·汗
萨利姆·汗 (1935年11月24日—) 是印度演员、电影制片人兼编剧。 他是薩爾曼·汗、阿巴斯·汗的父親， 妻子是女演员海倫。萨利姆·汗赢得六项印度電影觀眾獎， 2014年被授予莲花士勋章。